# Liu Hiu Ying
Liu Hiu Ying (chiń. 廖曉瑩; ur. 1972 roku) – hongkońska wspinaczka sportowa, trener. Specjalizowała się w boulderingu oraz w prowadzeniu. Pięciokrotna brązowa medalistka mistrzostw Azji we wspinaczce sportowej w konkurencji prowadzenie w latach 2000 – 2007.

## Kariera sportowa
Multimedalistka mistrzostw Azji (łącznie 5 medali brązowych) we wspinaczce sportowej w latach 2000 – 2007;
- w konkurencji prowadzenia;
  - brązowe medale mistrzostw Azji (5x) – 2000, 2002, 2005, 2006 i w 2007

## Osiągnięcia

### Mistrzostwa świata
| Konkurencje | 1997 | 2005 | 2007 | 2009 |
| Bouldering  | —    | 53   | 51   | 46   |
| Prowadzenie | 42   | 42   | 67   | —    |

### Mistrzostwa Azji
| Konkurencje | 2000 | 2002 | 2005 | 2006 | 2007 | 2010 | 2013 |
| Bouldering  | —    | —    | —    | —    | —    | 20   | 16   |
| Prowadzenie | 3    | 3    | 3    | 3    | 3    | 6    | 10   |